# 正伝寺
正伝寺（しょうでんじ）は、京都市北区にある臨済宗南禅寺派の寺院。山号は吉祥山。本尊は釈迦如来。寺号は詳しくは正伝護国禅寺という。諸山の格式を持つ。

## 歴史

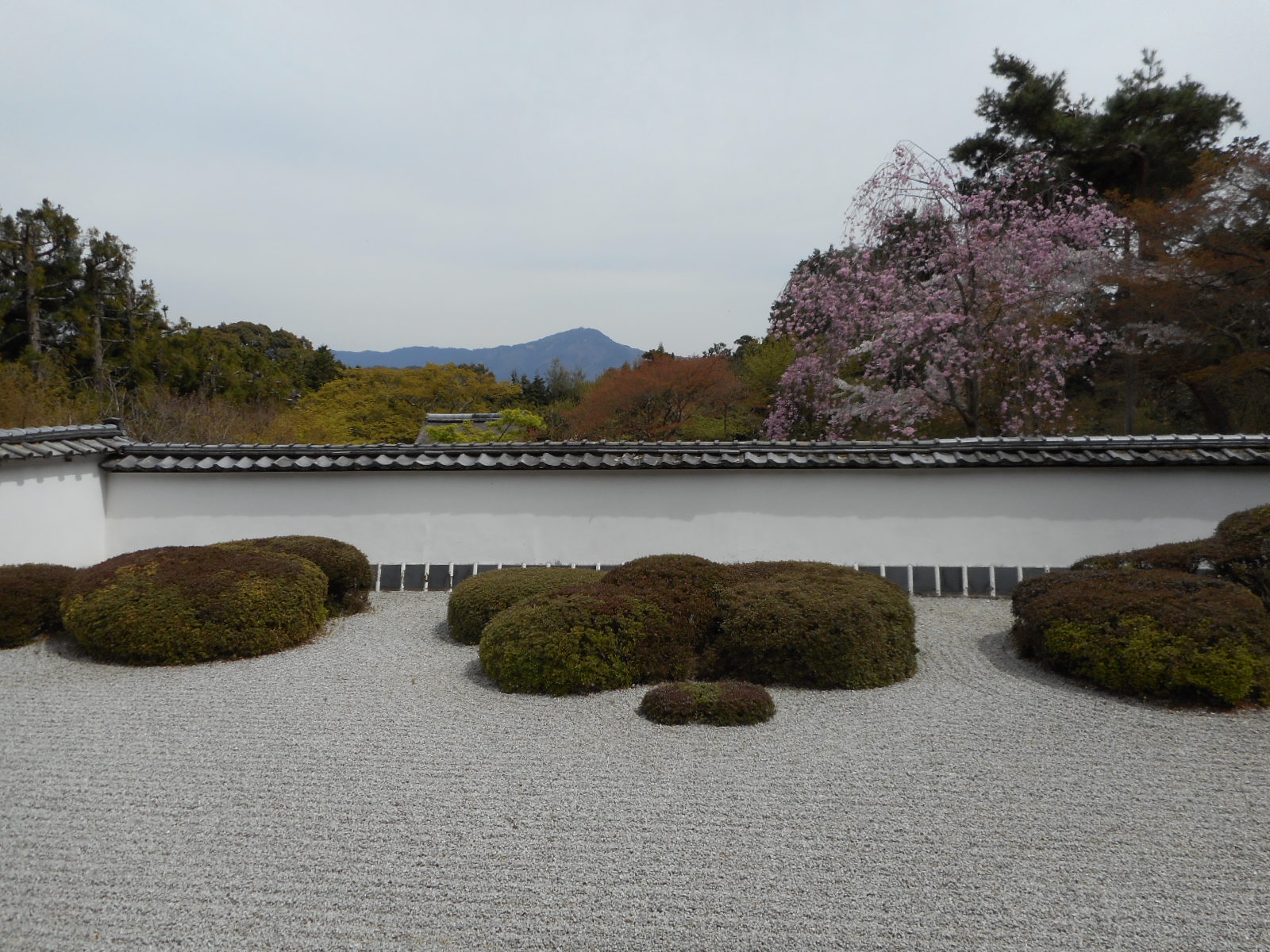
比叡山を借景とした庭園

文永5年（1268年）、もしくは文永10年（1273年）に東巌慧安が師の兀庵普寧を勧請開山として亀山天皇の勅許を得て烏丸今出川に創建したのが当寺の始まりとされる。兀庵は南宋からの渡来僧で、文永2年（1265年）に帰国しているが、東巖は師の兀庵を開山にしようとし勧請開山としたものである。寺は比叡山延暦寺の衆徒によって破却され、東巖は鎌倉の聖海寺（現存せず）に移り、同地で建治3年（1277年）に没している。
寺が再興されたのは弘安5年（1282年）のことである。同年、賀茂社の社家・森経久の援助により寺は西賀茂の現在地に移されて再興され、寺運は興隆した。
元亨3年（1323年）には後醍醐天皇より勅願寺の綸旨を賜っている。
室町時代には天皇家、足利将軍家の帰依を受けたが、応仁の乱（1467年 - 1477年）の兵火により荒廃した。
徳川家康により寺領の朱印状を受けて復興され、江戸時代には塔頭5か寺を有していた。
庭園は「獅子の児渡しの庭」と呼ばれる。イングランド出身のロック歌手デヴィッド・ボウイは宝酒造のテレビCMに起用された際、自ら正伝寺を撮影場所に希望したという。たびたび京都を訪れていたデヴィッド・ボウイは正伝寺の庭園の美しさに涙したという。
なお、当寺は京都ゴルフ倶楽部舟山コースに囲まれている。

## 境内
- 本堂（方丈） - 入母屋造、こけら葺き。安土桃山時代。もともとは伏見城に本丸御殿の御成殿として建てられたものだが、後に南禅寺塔頭金地院に小方丈として移築された。その建物が承応2年（1653年）に再び移築されて当寺の本堂とされた。障壁画（重要文化財）は作風等から狩野山楽一派の筆と推定されている。廊下の天井は「血天井」と称され、伏見城の戦いで伏見城が落城する際に自刃した鳥居元忠らの血痕が残った廊下の板を用いたものという。
- 庭園「獅子の児渡しの庭」（京都市指定名勝） - 本堂前にある枯山水庭園は小堀遠州の作と伝えられている。白壁越しに比叡山を望む借景式庭園であり、岩を用いず白砂とサツキの刈込みのみで構成されている。昭和時代に重森三玲によって整備されている。
- 庫裏
- 鐘楼

## 文化財

### 重要文化財
- 本堂（方丈）
- 絹本著色兀庵和尚像 靖庵筆 自賛あり
- 絹本著色兀庵和尚像 自賛あり
- 方丈障壁画
  - 紙本墨画淡彩楼閣山水図 58面（室中、上一之間、上二之間、下二之間）
  - 附：紙本著色草花図3面（仏間）、紙本金地著色菓子図4面（下一之間違棚天袋）
- 東巌和尚蒙古降伏祈祷文 1幅1巻 文永七・八年（1270年・1271年）
- 先聖先賢聖道一轍義 巻上下 2巻 東巌慧安筆 文永十年（1273年）識語
- 東巌和尚賜号勅書 応永廿年（1413年）
- 九条袈裟（田相黄地鳥丸格子文綾 条葉白地牡丹文顕紋紗）附：白地幸菱文綾袈裟包
- 九条袈裟（田相白地牡丹文顕紋紗 条葉紺地牡丹文顕紋紗）附：黄地花唐草文錦袈裟包

### 京都市指定名勝
- 正伝寺庭園 - 1985年（昭和60年）6月1日指定。

## 兀庵普寧・東巌慧安の法系「宗覚派 」
1. 兀庵普寧禅師（大宋特賜 宗覚禅師・建長寺第二世）
2. 東巌慧安禅師（勅諡 宏覚禅師・正傳寺開山）
3. 法位円性禅師（正伝寺二世）
4. 在庵円有禅師（摂津兵庫 諸山福海寺開山・正伝寺住持）
5. 無價掌珍禅師（京都万寿寺住持・筑前聖福寺第五十一世住持・福海寺住持）
6. 汝舟川方禅師（南禅寺住持・福海寺住持）
7. 吉州川祥禅師（天龍寺住持・福海寺住持） 蔵春禅厚禅師（願成寺住持・福海寺住持） 月窓興修禅師（万寿寺住持・福海寺住持）

## アクセス
- 京都市バス1・9・37系統で「神光院前」下車